# Grézolles
Grézolles là một xã trong tỉnh Loire miền trung nước Pháp.